# محاريات حقيقية
محاريات حقيقية (الاسم العلمي: Ostreoida)، رتبة حيوانات بحرية من الرخويات، تضم فصيلة عليا واحدة وفصيلتين.